# Mogens Kløvedal Pedersen
Mogens Kløvedal Pedersen (født 1. september 1942 på Frederiksberg, død 19. januar 2019), var en dansk manuskriptforfatter og redaktør.

## Filmografi
- Cirkus Casablanca (Erik Clausen, DK, 1981), Manus
- Har du set Alice? (Brita Wielopolska, DK, 1981), Manus
- Afskum - en film om de kollektive børne- og ungdomsmiljøer, 1982
- Otto er et næsehorn (Rumle Hammerich, DK, 1983), Manus
- Rocking Silver (Erik Clausen, DK, 1983), Supervisor
- Drengen der forsvandt (Ebbe Nyvold, DK, 1984), Dramaturg
- Hodja fra Pjort (Brita Wielopolska, DK, 1985), Manus
- Krystalbarnet (Peter Thorsboe, DK, 1996), executive producer